# Траверсе, Леонид Александрович
Маркиз Леонид Александрович де Траверсе (21 мая (2 июня) 1836 — 30 августа (11 сентября) 1891) — генерал-майор, участник русско-турецкой войны 1877—1878.

## Биография
Сын вице-адмирала Александра Ивановича де Траверсе и Маргариты Карловны Гельман.
В 1854 году окончил Пажеский корпус. Выпущен прапорщиком 17 июня в лейб-гвардии Семеновский полк. Участвовал в Восточной войне, в 1855 году произведен в подпоручики, 23.04.1861 в поручики.
21.06.1862 переведен в лейб-гвардии Кирасирский Его Величества полк поручиком гвардейской кавалерии. Штабс-ротмистр 17.04.1863, ротмистр 30.08.1866, полковник 17.04.1870. Командовал эскадроном 2 года 2 месяца, резервным эскадроном 1 год 10 месяцев, дивизионом 3 года 2 месяца.
23.06.1875 — 17.06.1880 — командир 1-го Сумского гусарского полка, 27 июля того же года вошедшего в состав 1-й кавалерийской дивизии. Участвовал с ним в русско-турецкой войне. 23 августа 1877 полк выступил из Москвы, и 4 октября в составе Каларашского отряда генерала Дохтурова занял оборонительную позицию на берегу Дуная напротив Силистрии. Отразил несколько турецких вылазок. 8 февраля 1878 полк переправился через Дунай, 19/20 февраля перешел Балканы через Твардицкий перевал, и 24-го расположился в Ени-Загре. 15 апреля выступил обратно в Россию.
17.06.1880 — 22.08.1882 — состоял по кавалерии без должности.
С 22.08.1882 генерал-майор, командир 2-й бригады 5-й кавалерийской дивизии.
Числился в списках 3-го драгунского его королевского Высочества наследного принца Датского полка.
Умер в 1891 году в Калише, похоронен на местном православном кладбище.

## Семья
Жена: Екатерина Сергеевна Мельгунова (2.02.1832—30.12.1895). Похоронена на Воздвиженском кладбище в г. Витебске, Беларусь.

## Награды
- орден Святого Станислава 2-й ст. с императорской короной (1870)
- орден Святой Анны 2-й ст. (1872)
- орден Святого Владимира 4-й ст. (1874)
- орден Святого Владимира 3-й ст. с мечами (1879)
- орден Святого Станислава 1-й ст. (1888)

### Иностранные
- прусский Орден короны 2-й ст. (1873)
- датский орден Данеброг командорский крест 1-го класса (1876)

## Комментарии
1. ↑  В книге П. П. Голодолинского «Краткий очерк истории 3-го Драгунского Сумского его королевского высочества наследного принца Датского полка» и Списках генералам по старшинству 2-й половины 1880-х годов указан как Леонид Александрович Маркиз-де-Траверсе